# Chamaelimnas urbana
Chamaelimnas urbana är en fjärilsart som beskrevs av Hans Ferdinand Emil Julius Stichel 1916. Chamaelimnas urbana ingår i släktet Chamaelimnas och familjen Riodinidae. Inga underarter finns listade i Catalogue of Life.